# أدب الملحمة العربية

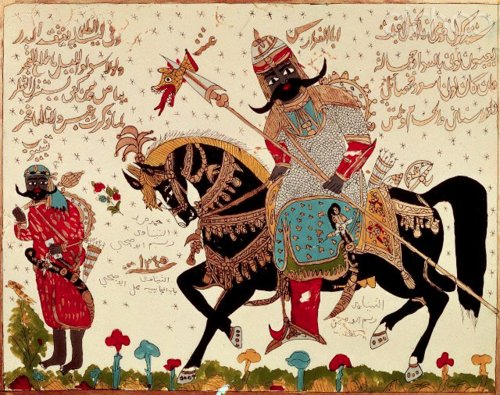
الشاعر الفارس قبل الاسلام عنترة بن شداد بطل قصة مشهورة عربية رومنسية في العصور الوسطى.

أدب الملحمة العربية يشمل الملحمة الشعرية وملحمة الخيال، وطورت جميع المجتمعات تقريبا الحكايات الشعبية لتشمل قصص الأبطال، بالرغم من أن الكثير منها أساطير ويستند العديد منها أيضا على أحداث حقيقية وشخصيات تاريخية.

## الشعر الملحمي
تروي الملحمة العربية «تغريبة بني هلال» رحلة بنو هلال من مصر إلى تونس والفتح الأخير في القرن الحادي عشر، والتي أعلنت عنها اليونسكو في عام 2003 بأنها واحدة من روائع الجنس البشري للتراث الشفوي المعنوي للبشرية.
وفي القرن الثالث عشر تم نظم قصيدة ملحمية عربية بعنوان عنتر استنادا للمحارب الشاعر العربي الحبشي عنتر بن شداد. وفي عام 1898 نشر الرسام الفرنسي «اتيان دينت» ترجمته ل «عنتر» والذي لفت الانتباه الأوروبي لعنتر بن شداد، وأتبعت بالعديد من الأعمال المشتقة منها مثل «ديانا ريتشموند، عنتر وعبلة»  حيث عززت الأنظار الغربية لأساطير عنتر بن شداد.

## خيال الأدب الملحمي

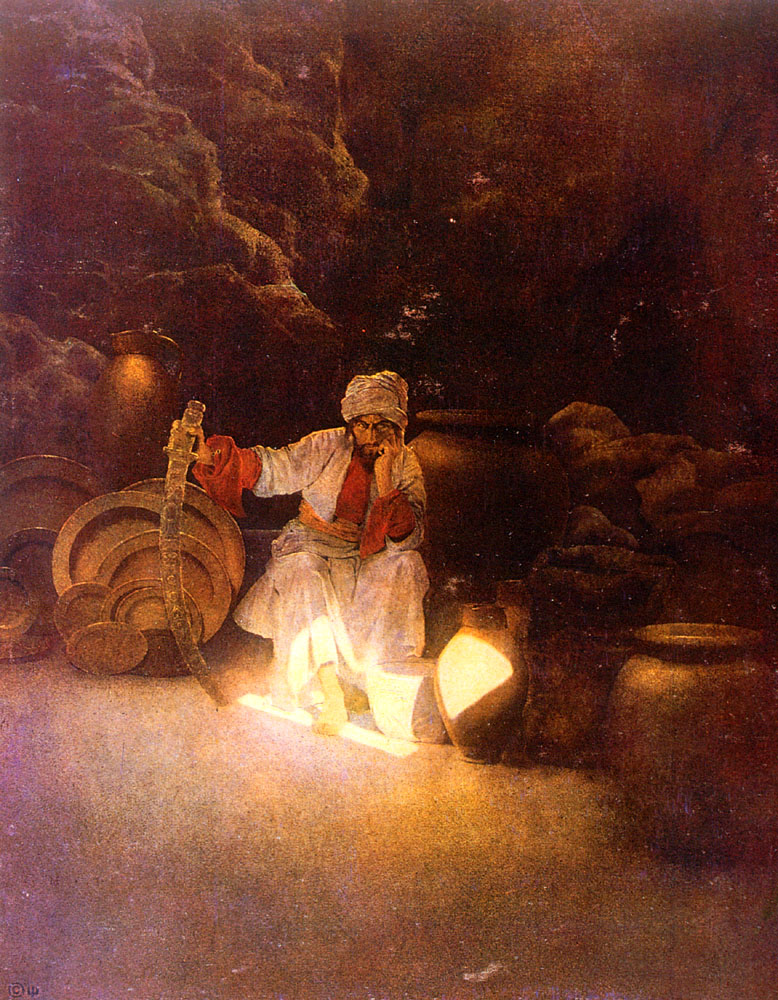
لوحة "علي بابا " بريشة الفنان ماكسفيلد باريش.

اشتهرت ألف ليلة وليلة (الليالي العربية) بسهولة كأفضل مثال على الأدب العربي، والتي ما زالت تشكل العديد من الأفكار لغير العرب عن الثقافة العربية. والكتاب الثاني ذو التأثير العالمي المتواصل بجانب الثقافة العربية هو «كليلة ودمنة» كتبه ابن المقفع في 750 م، إذ بدأت رحلته مبكرا إلى أوروبا عن طريق اسبانيا (الاندلس) قبل أكثر من 500 سنة.
تعتبر قصص "علاء الدين وعلي بابا" كجزء من حكايات "ألف ليلة وليلة"، ولكنها بالواقع ليست كذلك فهي ليست جزءا منها، بل إن أول تواجد لهم كان في الترجمة الفرنسية لأنطوان غالاند " للحكايات، الذي سمع عنهم من القاص الشعبي (الحكواتي). وحتى إنها لم توجد إلا المخطوطات العربية الغير مكتملة قبل ذلك. وشخصية عظيمة أخرى من الأدب العربي عامة ومن الحكايات خاصة هو سندباد.
وُضعت «ألف ليلة وليلة» كالمعتاد كنوع من الأدب الملحمي العربي بالإضافة للعديد من الأعمال الأخرى. وتكون عادة – كالحكايات- مجموعات قصصية قصيرة أو حلقات متسلسلة معاً في حكاية طويلة. وإن الإصدارات الموجودة كُتبت غالباً بوقت متأخر نسبياً بعد القرن الرابع عشر بالرغم من أن العديد منها لا شك أنه جمع في وقت سابق، وأن أصول بعض القصص عالأغلب يعود إلى ما قبل الإسلام. وتشمل أنواع القصص في هذه المجموعات الخرافات الحيوانية، والأمثال، وقصص الجهاد ونشر الايمان، والحكايات الفكاهية، والحكايات الأخلاقية، وحكايات الرجل الفاجر«علي زيبق»، وحكايات «جحا المخادع».
تشكلت الملحمة في القرن العاشر ووصلت لشكلها النهائي بحلول القرن الرابع عشر ميلادي، إذ اختلف عددٌ ونوعٌ من الحكايات بين مخطوطةٍ وأخرى. كانت جميع حكايات الخيال العربي غالباً ما تسمى بـ «الليالي العربية» عند ترجمتها للانجليزية بغض النظر إذا ظهرت في أي إصدار لكتاب ألف ليلة وليلة، وعُرف عدد من الحكايات في أوروبا باسم «الليالي العربية» بالرغم من عدم وجود أي مخطوطة عربية.
كانت هذه الملحمة مؤثرة بالغرب منذ أن ترجمت بدايةً من العربية بواسطة عالم الآثار الفرنسي أنطوان غالان بالقرن الثامن عشر؛ إذ كُتبت الكثير من المقلدات \المقاليد ولا سيما في فرنسا، وأصبحت مختلف الشخصيات ذاتهم من هذه الملحمة رموزاً ثقافية في الثقافة الغربية ك علاء الدين وسندباد وعلي بابا، ربما نشأت جزء من شهرتها من زيادة المعرفة الجغرافية والتاريخية، لذلك كان يعرف القليل من الاماكن فيها ولذلك كانت الاعاجيب معقولة لوضعها أبعد لمدة أطول وأبعد، وهذه هي العملية التي ما زالت مستمرة وتُوجت أخيراً بعالم الخيال مع اتصال ضئيل إن وجد للأماكن والأوقات الواقعية. عدد من عناصر الاساطير العربية والاساطير الفارسية شائعة الآن في الخيال الحديث مثل الجن والباهاموتس والسجاد السحري والمصابيح السحرية...إلخ. وعندما اقترح «ليمان فرانك بام» كتابة حكاية الجنية العصرية التي نفت العناصر النمطية، بل شمل الجن بالإضافة إلى القزم والجنية كسبيل للبعد عن الافكار النمطية.
لم تكن «الليالي العربية» القصة الخيالية الوحيدة في الأدب العربي الملحمي، فقد اكتشفت مخططات القصص القصيرة العربية في 1933 عندما عثر عليها المستشرق الألماني هيلموت ريتر في مسجد أياصوفيا وترجمها للغته الام.
وطُبع الإصدار العربي متأخراً في 1956 إذ احتوى على قصصٍ من قصص العالم العربي الناشئة في القرن العاشر، وقد فُقدت صفحة عنوان هذه المجموعة من القصص العربية في العصور الوسطى ولكن أعلنت الجملة الافتتاحية للمقدمة أن هؤلاء «الحكايات العجيبة والأخبار الغريبة» التي ترجمت في الإنجليزية ل «حكايات مارفيلوس وأخبار الغرباء».
وبعد أن هزم السلطان العثماني سليم الغريم المماليك في اثنتين من المعارك الكبرى في سوريا ومصر، احتفل السلطان بنصره بأخذ المخطوطات العربية وشحنها لاسطنبول ووزعها بين مساجد المدينة. وربما هكذا انتهت مخطوطة حكايات مارفيلوس وأخبار الغرباء في مكتبة المسجد الكبير أياصوفيا. القصص قديمة جداً لأكثر من ألف سنة، أُدرجت ستة من هذه القصص لاحقاً ب الليالي، ولكن أغلب القصص جديدة تماماً وغير موجودة في قصص الليالي العربية. تشمل الحكايات على قصص خارقة عن الطبيعة، والقصص الرومانسية، والكوميديا، والافعال التي تصف الشجاعة والبطولة وقصة واحدة تحكي عن نبوءة نهاية العالم. وتشير الأبحاث على أن المخطوطة الكاملة تحتوي على 42 فصلا، نجت منها 18 فصلا فقط وتحتوي على 26 حكاية.
اعتبرت كوميدية دانتا أليغيري الإلهية اعظم ملحمة في الأدب الإيطالي، واشتقت العديد من الميزات والحلقات عن الاخرة مباشرة وغير مباشرة من الأعمال العربية على اسكاتولوجيا الإسلام: الحديث والكتاب والمعراج (تُرجمت للاتينية في 1264 أو قبل ذلك بقليل  مثل: «ليبر سكيل ماتشوميتي» أي «الكتاب لِ سلم محمد») بشأن صعود محمد للسماء وكتابات ابن عربي الروحية.

## الخيال العلمي
تعتبر الرسالة لكاملة في سيرة النبوية (دراسة كميل على السيرة النبوية)، والمعروفة بالإنجليزية باسم Theologus Autodidactus ، التي كتبها الموسوعي العربي ابن النفيس (1213-1288)، واحدة من الأوائل المعروفة رواية الخيال العلمي. في حين أن الرواية هي قصة جزيرة صحراوية مبكرة وقصة عمرية، فإنها تتعامل مع عناصر خيال علمي مختلفة مثل الخلق التلقائي، وعلم المستقبل، والموضوعات المروعة، ونهاية العالم، والقيامة، والبعث، والآخرة. وبدلاً من تقديم تفسيرات خارقة للطبيعة أو أسطورية لهذه الأحداث، حاول ابن النفيس شرح عناصر المؤامرة هذه باستخدام معرفته العلمية الواسعة في علم التشريح وعلم الأحياء وعلم وظائف الأعضاء وعلم الفلك وعلم الكون والجيولوجيا. كان هدفه الرئيسي وراء هذا العمل الخيالي العلمي هو شرح التعاليم الدينية الإسلامية من حيث العلم والفلسفة. على سبيل المثال، كان من خلال هذه الرواية أن ابن النفيس يقدم نظريته العلمية في الأيض،  وهو يشير إلى اكتشافه العلمي الخاص للدوران الرئوي من أجل تفسير القيامة الجسدية. تمت ترجمة الرواية لاحقًا إلى الإنجليزية باسم Theologus Autodidactus في أوائل القرن العشرين.
وهناك عدد من القصص ضمن «ألف ليلة وليلة» (ألف ليلة وليلة) تضم أيضًا عناصر الخيال العلمي. أحد الأمثلة على ذلك هو «مغامرات بولوكيا»، حيث سعي بطل الرواية بولوكيا لعشبة الخلود يقوده لاستكشاف البحار، رحلة إلى جنة عدن وجهنم، والسفر عبر الكون إلى عوالم مختلفة أكبر بكثير من بلده العالم، وتوقع عناصر من الخيال العلمي المجرة؛  على طول الطريق، واجه مجتمعات الجن،  حوريات البحر، الحيات المتكلمة، الأشجار المتكلمة، وأشكال أخرى من الحياة. في حكاية أخرى من «ليالي العرب»، كسب البطل عبد الله الصياد القدرة على التنفس تحت الماء واكتشف مجتمع غواصة تحت الماء يصور على أنه انعكاس مقلوب للمجتمع على الأرض، حيث يتبع المجتمع تحت الماء شكلا من أشكال الشيوعية البدائية حيث مفاهيم مثل المال والملابس غير موجودة. تتعامل حكايات ليالي عربية أخرى مع التقنيات القديمة المفقودة، والحضارات القديمة المتقدمة التي ضلت، والكوارث التي طغت عليهم. «مدينة النحاس» تضم مجموعة من المسافرين في رحلة أثرية  عبر الصحراء لإيجاد مدينة ضائعة قديمة ومحاولة استرجاع سفينة نحاس كان سولومون يستخدمها في حب الجن،  وعلى طول الطريقة، واجه الملكة المحنطة، سكان متحجرون،  الروبوتات وآلاتا، والدمى المهاوي يرقصون دون قيود، والرجل الفارس النحاسي الذي يوجه الحزب نحو المدينة القديمة. يتميز «حصان الأبنوس» بروبوت  على شكل حصان ميكانيكي متحرك يتم التحكم فيه باستخدام مفاتيح يمكن أن تطير إلى الفضاء الخارجي نحو الشمس،  بينما تتميز «حكاية قلاندر الثالثة» أيضًا بروبوت على شكل من ملاك خارق. يمكن اعتبار «مدينة براس» و «حصان الأبنوس» أمثلة مبكرة على قصص الخيال العلمي.
ومن الأمثلة الأخرى على قصص الخيال العلمي العربية المبكرة، آراء الفارابي عن سكان مدينة رائعة حول مجتمع مثالي، وقصة القزويني المستقبلية لأعج بن أنفق حول رجل سافر إلى الأرض من كوكب بعيد، وعناصر مثل مثل السجادة الطائرة.

## القائمة
ومن أبرز أعمال الملاحم أو روايات الفروسية المكتوبة باللغة العربية:
- ألف ليلة وليلة (الليالي العربية)
- سيرة عنترة بن شداد
- سيرة الظاهر بيبرس
- تغريبة بني هلال
- سيرة سيف بن ذي يزن
- سيرة ذات الهمة، قصة عن ملكة عربية قديمة
- سيرة الزير سالم.[23]
- سيرة الأمير حمزة البهلوان
- سيرة علي الزيبق
- سيرة سيف التيجان
- السيرة الحسينية
- ملعبة الكفيف الزرهوني
- قصة الشاطر حسن
- قصة عدي بن ربيعة (قصة الزير سالم)
- مجنون ليلى ملحمة عربية رومانسية (ومعروفة أيضاً باسم «قيس وليلى»).
- حديث بياض ورياض أو قصة بياض ورياض هي قصة حب عربية من الأندلس عن ابن تاجر أجنبي يدعى بياض قدِم من دمشق وعبدة متعلمة في بلاط الحاجب غير المذكور اسمه وابنته.
- تاريخ الهند والسند.
- فتوح الشام وتُنسب إلى الواقدي (ولكن مختلف على ذلك)
- قصة الملك لقمان بن عاد وبحسب القصة هو أخو شداد بن عاد

## وصلات خارجية
- Al Jazeera article: Epic tales of Arab bravery